# Reineta de Spencer
La reineta de Spencer (Litoria spenceri) és una espècie de granota pertanyent a la família dels hílids.

## Descripció
- El mascle adult fa fins a 50 mm de llargària, la femella 60 i el capgròs (abans de la metamorfosi) 40.
- Els capgrossos són de color marró fosc amb taques negres i les aletes esquitxades de marró. Els adults tenen una esquena berrugosa, són verds o marrons i, sovint, clapats de verd. El ventre és de color blanc o groc pàl·lid.
- Els dits de les extremitats superiors són lleugerament palmats, mentre que els de les inferiors ho són completament.[2][3][4]

## Reproducció
La femella pon entre 200 i 1000 ous adherits a la part inferior de pedres i roques dins de l'aigua a finals de la primavera o principis de l'estiu. Els capgrossos arriben a la metamorfosi a finals de l'estiu o principis de la tardor.

## Alimentació
Els adults es nodreixen d'una àmplia gamma d'insectes voladors, mentre que els capgrossos mengen algues filamentoses i detritus bentònics.

## Hàbitat
Viu a una àmplia varietat de comunitats vegetals de boscos de muntanya, secs o humits, entre 200-1.100 m d'altitud, i incloent-hi rierols, aiguamolls i cascades.

## Distribució geogràfica
Es troba a Austràlia: des del llac Eildon (Victòria) fins al Mount Kosciuszko (Nova Gal·les del Sud).

## Costums
És molt sedentària i no acostuma a allunyar-se de l'indret on viu: la majoria dels adults no s'aventuren més enllà dels 80 m del seu lloc habitual.

## Estat de conservació
Està amenaçada d'extinció per la pèrdua del seu hàbitat natural (dragatges dels rierols on viu, construcció de camins forestals, pertorbacions humanes, etc.), la fragmentació de la seua població, les infeccions per fongs, l'escàs territori que ocupa (menys de 15.000 km²) i la introducció d'espècies exòtiques (com ara, Gambusia, la truita arc de Sant Martí -Oncorhynchus mykiss- i la truita comuna -Salmo trutta-, les quals depreden amb avidesa les larves d'aquesta granota).